# کوه امگا
کوه امگا (به انگلیسی: Omega Mountain) یک کوه در کانادا است که در New Westminster Land District واقع شده‌است. کوه امگا ۱٬۹۱۸ متر بالاتر از سطح دریا واقع شده‌است.